# Museo Mandralisca
Il Museo Mandralisca è l'unico museo della città di Cefalù.
La fondazione si deve al barone Enrico Pirajno di Mandralisca, che durante la sua vita raccolse numerosi oggetti d'arte mettendoli quindi nella sua abitazione, dove tuttora si trovano.
Nella sede si conserva anche l'archivio del museo e della fondazione, sulla base del quale è possibile ricostruirne in modo dettagliato la storia.

## Storia

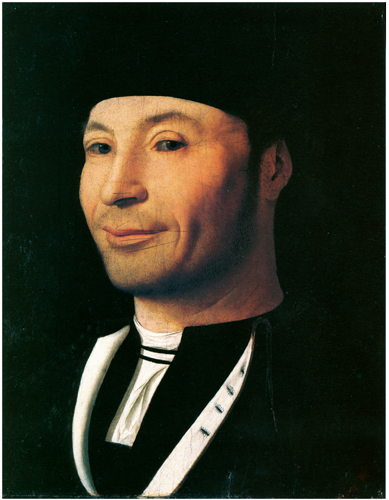
Ritratto d'ignoto marinaio, opera di Antonello da Messina, conservata al Mandralisca

### Il lascito testamentario
Enrico Pirajno, fervente sostenitore degli ideali risorgimentali, ebbe l'idea di destinare la raccolta (opere d'arte, libri, monete, reperti archeologici, strumenti scientifici, raccolte malacologiche ed archivi) ai concittadini, allo scopo di favorire la costituzione di una classe popolare cittadina evoluta, responsabile ed al passo con i tempi. In tal modo si distaccava dalla tradizione fortemente connotata in senso aristocratico degli eruditi siciliani del secolo precedente.
La raccolta era già stata citata nelle guide ("Guida alla Sicilia" di Jannette Power del 1842, sotto la voce Cefalù: “L'egregio Enrico Piraino barone di Mandralisca possiede un ricco gabinetto di oggetti di storia naturale. Egli vi si applica con buon successo per sempre progredire in questa scienza”).
Nel testamento, redatto il 26 ottobre del 1853, il barone diede dunque disposizione per la creazione di un liceo e di una scuola serale ("scuola lancasteriana notturna"), che sarebbero stati mantenuti con la rendita dei propri beni. Il patrimonio comprendeva la collezione del suo "gabinetto" e la casa che la ospitava. Tale disposizione era indirizzata a colmare il quasi totale vuoto di istituzioni scolastiche di Cefalù e delle cittadine vicine (con circa i quattro quinti degli abitanti ancora analfabeti). Furono nominati dei fiduciari, ma in seguito la gestione del lascito avrebbe dovuto essere affidata al consiglio cittadino.
Dopo la morte del barone nel 1864, il consiglio comunale di Cefalù ottenne nel 1866 che il "Liceo Mandralisca" venisse creato come ente morale. L'istituto entrò tuttavia in attività solo dopo la morte della vedova del barone (Maria Francesca Parisi), usufruttuaria dei beni del marito e deceduta il 2 febbraio del 1888.

### Il liceo
Le materie di insegnamento nei vari anni e il personale scolastico erano stati definiti nello stesso testamento del fondatore con molta precisione. Tuttavia, a seguito del successivo ordinamento degli studi istituito dal Regno d'Italia e della nascita a Cefalù nel 1863 (prima ancora della morte del barone) di una scuola ginnasiale, nel 1890 venne effettivamente avviato un liceo classico, ospitato in quella che era stata la casa del barone, che subì a questo scopo alcune modifiche.
In occasione dell'inaugurazione il locale "poeta zappatore" Carmine Papa scrisse una poesia intitolata "Pri l'apirtura di lu liceu Manniralisca". Nel 1895 il liceo venne parificato agli istituti statali e l'istituzione acquistò un notevole prestigio.
Le difficoltà di gestione di un liceo privato, tuttavia, indussero il comune di Cefalù a richiederne la trasformazione in scuola statale: nel 1933 divenne dunque "Regio Liceo-Ginnasio Mandralisca", ma fino al 1966 rimase nei locali precedenti.

### La fondazione
Il primo statuto della "Fondazione scolastica Mandralisca" fu approvato nel 1926, successivamente ad un breve periodo di gestione da parte di un commissario straordinario di nomina governativa, al posto della "deputazione" collegiale (1925-1926). Alla fondazione afferivano, oltre al liceo classico, "la biblioteca, la pinacoteca, il museo e il monetario".
Poco dopo (1927) la gestione passò nuovamente ad un commissario straordinario e solo per brevi periodi tornò alla regolare amministrazione, fino al 1943. La fondazione ebbe un secondo statuto nel 1928 e un terzo, tuttora vigente, nel 1940. Nel periodo tra le due guerre mondiali si ebbero, inoltre, mutamenti del patrimonio posseduto: a causa delle trasformazioni sociali ed economiche furono vendute alcune delle terre, ormai poco redditizie.
Già nel 1916 fu apposto il vincolo di importante interesse artistico e storico del dipinto attribuito ad Antonello da Messina e di importante interesse archeologico del “cratere a campana di stile campano che, sulla faccia principale reca la rappresentazione di un vecchio venditore di tonno”.
Un primo ordinamento delle collezioni museali si ebbe con il commissario governativo straordinario Fedele Bersanetti, che affidò tra il 1925 e il 1926 a Columba la sistemazione del "monetario", in seguito alla quale la raccolta (2526 monete) poté essere esposta al pubblico in apposite vetrine.
Nel 1933 la Fondazione prese in carico i dipinti della pinacoteca comunale, allora in cattivo stato di conservazione. Vennero acquistate importanti opere per la biblioteca, tra cui un portolano del 1643. Fu inoltre destinato al museo un mosaico di epoca romana rinvenuto allora in uno scavo cittadino.
Nel 1939 fu acquistata la casa confinante all'originaria casa del barone Mandralisca, che permisero di ampliare i locali a disposizione, al momento utilizzati ancora dal liceo pubblico.
Per il timore dei bombardamenti tra il 1942 e il 1944 le opere vennero chiuse in casse e trasferite in apposito rifugio antiaereo.

### Il dopoguerra
Nel 1966 il museo fu visitato da Guido Piovene, che ne diede una breve descrizione. Nello stesso anno si ebbe finalmente l'auspicato trasferimento del liceo in un nuovo edificio costruito dal comune. Parallelamente la trasformazione della cittadina di Cefalù in un rinomato centro turistico, richiedeva trasformazioni nella gestione del museo, con orari di apertura più ampi e nuovi servizi. Una serie di tentativi di furto nel 1969 determinò invece una temporanea chiusura del museo, ancora privo di sufficienti impianti di sicurezza, mentre le opere di maggior pregio vennero conservate nella cassaforte di una banca. Si parlò di un possibile trasferimento del museo nei locali dell'"Osterio Magno", proprio in quegli anni acquistato dalla Regione. Fu anche ventilata l'ipotesi del trasferimento delle opere più importanti nei musei di Palermo.
Nel 1976 la fondazione, a rischio di fallimento, fu salvata da una sottoscrizione popolare. Mediante il personale contributo del presidente della fondazione fu riordinata la collezione malacologica, esposta nello stesso anno in una mostra, a cura di Sergio Angeletti, che comprendeva circa 2000 esemplari.
Nel frattempo un romanzo di Vincenzo Consolo (Il sorriso dell'ignoto marinaio), che narrava la storia dell'interesse del barone per il quadro di Antonello da Messina, contribuì a far conoscere il museo e si ebbero interventi a favore della salvaguardia dell'istituzione anche sulla stampa nazionale.
Furono man mano comunque acquisite le opere che venivano rinvenute in occasione di lavori edilizi, frequenti per la rapida espansione della città: nel 1977 furono esposti nel Museo due sarcofagi di epoca ellenistica.
Nel 1981 la Regione stanziò un contributo straordinario sia per il risanamento dell'edificio, sia per il risanamento finanziario della Fondazione. I lavori di risanamento (progetto di Pasquale Culotta), allora iniziati, proseguirono solo nel 1991 con un finanziamento della Comunità Europea.
Nell'estate del 1997, è stato inaugurato dopo il restauro il “Magazzino dell'olio della famiglia Mandralisca”, un locale al piano terra, precedentemente utilizzato come magazzino dell'olio e conservante una serie di grandi giare seminterrate.
Nello stesso anno Federico Zeri in una trasmissione televisiva ripercorreva le sale del museo e gli oggetti esposti, spiegandone l'importanza. Contemporaneamente il museo si è aperto alla collaborazione con altre istituzioni culturali e alcune opere sono state prestate in occasione di mostre. Un importante rapporto di collaborazione e scambi si è, inoltre, aperto con la fondazione Querini Stampalia di Venezia, istituzione con simile origine ottocentesca da lascito testamentario.
Nei locali della Fondazione si svolgono diverse attività culturali (presentazioni di libri, dibattiti, conferenze di storia locale). D'estate ha luogo una manifestazione sulla via antistante, con l'esposizione di quadri contemporanei.
Attualmente la Fondazione, a partire dal 1993 finanziata annualmente dalla Regione, è governata da un consiglio di amministrazione nominato dal sindaco di Cefalù e dall'assessore regionale.

## Sezioni
Il museo Mandralisca è un museo interdisciplinare, comprendente pezzi archeologici, la pinacoteca, una raccolta malacologica, il monetario e persino mobili e altri oggetti di pregio. Conta una media di circa ventimila visitatori l'anno.
La biblioteca della fondazione è ubicata negli stessi locali del museo e, nei suoi servizi, s'intreccia con quelli di quest'ultimo. La biblioteca, destinata ad uso pubblico dal suo fondatore, sostituisce oggi una biblioteca pubblica cittadina.
Giuridicamente si tratta di un "museo appartenente a soggetto privato" e di una "biblioteca di ente morale di diritto privato": pertanto entrambi sono sottoposti a vincoli e vigilati dalla pubblica amministrazione competente.

### Pinacoteca
Raccoglie le collezioni di dipinti del fondatore e dell'avvocato Cirincione, attualmente esposti in diverse sale tra il primo e il secondo piano, senza seguire un percorso espositivo strettamente cronologico. Le raccolte sono di natura eterogenea (XV-XVIII secolo) e prevalentemente siciliane.

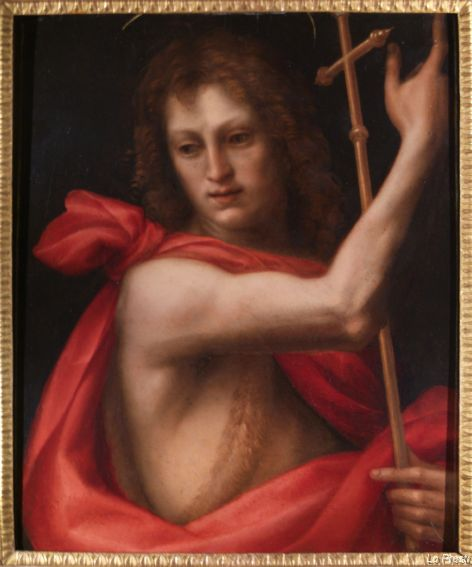
San Giovanni Battista

- Ritratto d'ignoto marinaio di Antonello da Messina. Secondo la tradizione sarebbe stato rinvenuto dal barone a Lipari adattato come sportello nel retrobottega di una farmacia e sarebbe stato danneggiato agli occhi da un'inserviente, che si era sentita sbeffeggiata dal sorriso sogghignante del ritratto. La datazione è controversa (1465 o 1470-1472) ed ignoto il personaggio raffigurato, forse un nobile o facoltoso personaggio quattrocentesco.
- Santi Elena e Costantino, tavola firmata dal pittore Giovanni Mosco (1680-1724), con le figure su sfondo architettonico vestite in abiti imperiali riccamente ornati, rappresentate nell'atto di reggere la Croce.
- Opere della "scuola cretese-bizantina" (artisti greci e da cretesi che, dopo la caduta di Costantinopoli, proseguirono in esilio tra XV e XVIII secolo la tradizione artistica tardo-paleologa con numerose immagini devozionali, sia nella penisola balcanica sia a Venezia e di cui si trovano tracce negli affreschi dei monasteri del Monte Athos e delle Meteore).
  - Madonna col Bambino, dipinto a tempera su tavola XVI secolo, forse dello stesso autore di una "Madonna" della collezione Rampazzo di Padova, datata tuttavia al XV secolo.
  - Altra Madonna col Bambino, dipinto ancora a tempera su tavola, datato al XVII secolo, con le figure su sfondo dorato.
  - Santi Cosma e Damiano su sfondo dorato del XVIII secolo, forse attribuibile ad un seguace di Vittore di Bartolomeo.
  - San Giovanni l'Elemosiniere, seduto su un trono, ancora del XVIII secolo.
- Crocifissione del XV secolo (derivazione fiamminga interpretata da un pittore della scuola tedesca).
- Trinità, tavoletta cuspidata di pittore siciliano della seconda metà del XV secolo, forse un gonfalone processionale o la sommità di un polittico.
- Madonna che allatta il Bambino, olio su tela, danneggiata e con tracce di restauro mal eseguito, attribuito ad un seguace siciliano di Antonello de Saliba (XVI secolo).
- Cristo Giudice, tavola a tempera e ad olio, probabilmente parte centrale di un trittico o polittico, di Johannes De Matta, pittore spagnolo attivo nella prima metà del XVI secolo. Inizialmente attribuita al pittore locale Nicolò Pettineo.
- Angeli oranti tavolette ad olio, probabilmente appartenenti ad un trittico di cui manca il pannello centrale, della seconda metà del XVI secolo.
- San Sebastiano curato da Irene e dalla fantesca, olio su tela del primo ventennio del XVII secolo. Il tema è presente in molti pittori caravaggeschi, ma qui con paesaggio e trattamento della luce differenti. È stato attribuito alla cerchia di Pietro Novelli o di ambiente genovese.
- Incredulità di san Tommaso, olio su tela della prima metà del XVII secolo, tradizionalmente attribuita al pittore messinese Alonso Rodriguez (1578-1648), la paternità ne è ora discussa: o un seguace dello stesso Rodriguez, ovvero Giuseppe Ribera, o ancora ad un pittore francese attivo in Sicilia.
- Negazione di san Pietro, olio su tela attribuito ad un seguace del pittore olandese Gerrit van Honthorst, della seconda metà del XVII secolo.
- Nature morte con Cesto di fiori con porcellini d'India e con Cesto di fiori con pappagallo del pittore Giovan Domenico Osnago, di origine milanese e attivo a Cefalù agli inizi del XVIII secolo come specialista di quadri di fiori.
- Immacolata fra gli angeli e San Giuseppe con Gesù Bambino, attribuite ancora all'Osnago, ovvero a Filippo Randazzo, di Nicosia, ancora della prima metà del Settecento.
- Canal Grande e Piazza San Marco dipinti del vedutismo veneziano, forse della cerchia di Michele Marieschi.
- Alba a Cefalù (panorama dall'altura di Santa Lucia) di Francesco Bevilacqua, tra la fine del XVIII e gli inizi del XIX secolo.
- San Giovanni Battista, recentemente ritrovato e restaurato, attribuito a Giovanni Antonio Sogliani dei primi del 500.

### Mobili
Tra gli arredamenti esposti nel museo, quelli appartenuti al barone Mandralisca testimoniano una manifattura artigianale di alta qualità e sono di gusto tipicamente neoclassico. Dalla cappella di palazzo Mandralisca si conserva inoltre l'altare in legno intagliato, dorato e policromo e una porta laccata in stile veneziano, entrambi del XVIII secolo. A questi vanno aggiunti piatti in maiolica, un servizio in terraglia dell'artigiano napoletano Biagio Giustiniani e un servizio di cristalleria in vetro di Murano.
Di pregio anche i due stipi seicenteschi, provenienti dal lascito Cirincione e prodotti da botteghe di Ebanisteria. Sono in ebano e palissandro, con impiallacciatura in tartaruga e inserti in avorio. Dello stesso periodo e provenienza due monetieri in palissandro, con applicazione di vetri dipinti di tema mitologico e biblico.
Si conserva inoltre una portantina, decorata con applicazioni di legno dorato e intagliato all'esterno e rivestimento in seta monocroma all'interno.

### La collezione archeologica

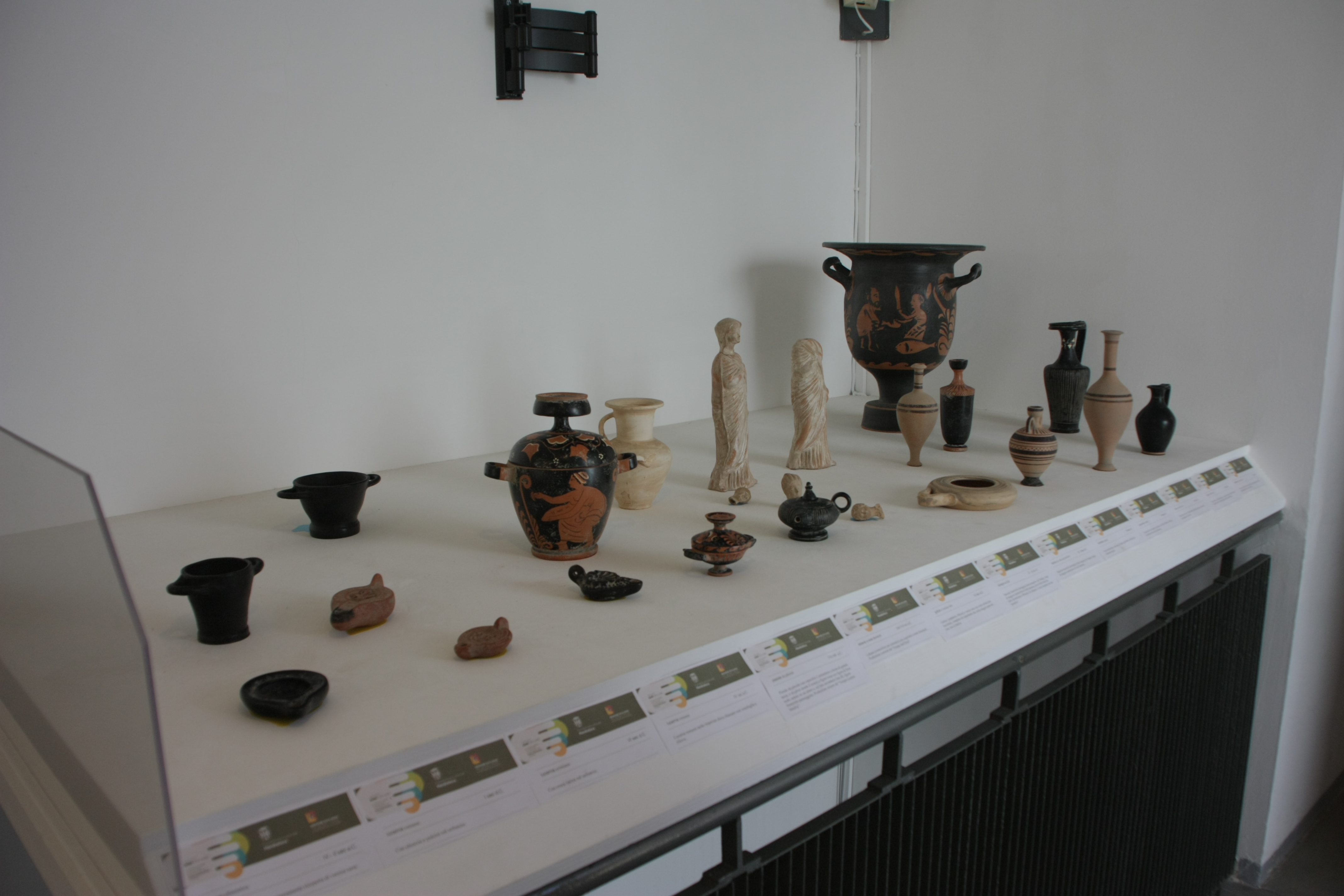
Riproduzioni di alcuni reperti della collezione archeologica Mandralisca, realizzate per il progetto di fruizione tattile "Vietato non toccare"

Nata con uno scopo precipuamente didattico e scientifico, conserva tuttavia numerosi pezzi di un certo interesse. Il nucleo principale della raccolta è costituito dagli scavi condotti personalmente dal barone nella stessa Cefalù (necropoli meridionale tra le contrade di "Santa Domenica" e di "Pietragrossa"), in altri luoghi della Sicilia e in particolare, nel 1864, nella necropoli di "Contrada Diana" a Lipari.
I diari di scavo originali sono andati perduti e le località di rinvenimento possono dunque essere determinate solo sulla base di più tarde descrizioni della raccolta. Unico riferimento resta l'opera di Celestino Cavedoni pubblicata nel Vol.V fasc.1 dell'anno 1869, in Atti e memorie delle Reali Deputazioni di Storia Patria per le Provincie Modenesi e Parmensi, dal titolo "Dichiarazione delle monete antiche dell'isola di Lipari raccolte dal Barone di Mandralisca Enrico Pirajno".
Dagli scavi di Lipari proviene oltre a ceramiche protocorinzie e a figure rosse, di produzione locale (Magna Grecia e Sicilia) un cratere, detto "del venditore di tonno". Si tratta di un "cratere a campana" a figure rosse datato negli anni 370 a.C.
Sono ancora presenti quattro "crateri" di produzione attica "a figure rosse", attribuibili al pittore della Centauromachia, una collezione di lucerne, ellenistiche, romane e cristiane, tra cui una in forma di testa di cinghiale e infine una statuetta della dea Demetra del IV secolo a.C. La presenza di un lekane in questo museo (trovato però a Lipari) ha determinato il nome di Pittore di Cefalù ad un ceramografo del IV sec a.C.
Negli ultimi anni il nucleo originario della collezione archeologica si è arricchito di reperti provenienti dalla stessa Cefalù, tra cui un mosaico del I secolo a.C. con un cigno cavalcato da un amorino e fasce a decorazione geometrica e un sarcofago del tipo "a colonnine" di età tardo-ellenistica (II secolo a.C.).

### La collezione numismatica
Fra le tante passioni del Mandralisca, vi è anche quella per la numismatica e nel museo si trova non solo dalla raccolta di monete, ma anche una raccolta di volumi sull'argomento.
La collezione numismatica è collocata al primo piano, in un'apposita sala nella parte storica del museo. Comprende le coniazioni di alcune zecche greche e romane e di quasi tutte le zecche siceliote, tra le quali vanno in particolare segnalate le emissioni di Lipari e Cefalù.
Le monete sono raggruppate per zecche indipendentemente dalla cronologia. La serie più cospicua di monete appartiene alla zecca di Siracusa, che comprende un periodo storico compreso fra la metà del V e la fine del III secolo a.C. È particolarmente importante il decadramma firmato da Eveneto, col volto di Aretusa, e la moneta, col volto di Filistide, moglie di Ierone II, tiranno di Siracusa.
Oltre a queste due monete, appartenenti all'area magnogreca e siceliota, vanno indicati la serie di monete battute a Himera (vicino Termini Imerese), Akragas (Agrigento), Messene (Messina), Gela, e ancora la zecca di Leontinoi e quella di Selinunte.

### Malacologia e ornitologia
La raccolta malacologica e quella zoologica sono frutto degli studi naturalistici del barone, che aveva pubblicato in età giovanile alcuni lavori di malacologia e formò quindi un'imponente raccolta di conchiglie marine, terrestri e di acqua dolce.
La maggior parte della collezione concerne i polmonati, le chiocciole o conchiglie terrestri, provenienti dalla fauna siciliana, e in particolare da quella madonita. Ricca è la parte riguardante le chiocciole terrestri europee ed esotiche; quelle lacustri e fluviali siciliane, europee, del sud-ovest degli Stati Uniti ed asiatiche, testimoni degli scambi che il barone ebbe con i ricercatori del tempo di tutto il mondo.
Alcuni manoscritti non pubblicati (Catalogo degli uccelli che si trovano stazionari o di passaggio dalle isole Eolie e Fecondazione delle palme) ci mostrano gli altri interessi naturalistici del barone. La collezione di uccelli comprendei un centinaio di esemplari, frutto di donativi da parte di amici cacciatori locali e probabilmente successivamente arricchita con altro materiale. Fra gli esemplari più interessanti si trovano un giovane grifone e un'aquila reale di cui rimane solo la testa.

### Biblioteca
La composizione della biblioteca rivela gli interessi e la concezione della cultura e degli studi nell'ambito della Sicilia ottocentesca: pur essendo privata, era infatti stata concepita per assolvere ad una precisa funzione sociale, come mezzo soprattutto per la promozione umana e culturale della popolazione.
Si conserva tuttora l'ambiente originario, con pavimento in maiolica policroma del Settecento.
La biblioteca consta di circa settemila volumi, tra cui due incunaboli, sessanta cinquecentine, ottantasette testi del Seicento, 388 testi del XVIII secolo, 2344 pubblicazioni dell'Ottocento, di data anteriore alla morte del barone (anche opuscoli dello stesso fondatore e alcune annate di riviste e giornali dell'Ottocento). A questi si aggiunsero poi le acquisizioni successive, in parte ancora in fase di catalogazione.
Di particolare interesse sono la raccolta dei diplomi dell'"archivio capitolare" della cattedrale di Cefalù e due carte nautiche del Seicento.